# Takako Takahashi
Takako Takahashi (高橋 たか子, Takahashi Takako), née le 2 mars 1932 et décédée le 12 juillet 2013, est une écrivaine japonaise.

## Biographie
Takahashi naît à Kyoto, fille unique de parents aisés, avec Takako Okamoto pour nom de jeune fille. Elle obtient en 1954 son diplôme de premier cycle de français de l'université de Kyoto, avec une thèse sur Charles Baudelaire. Six mois plus tard, elle épouse un camarade étudiant, Kazumi Takahashi, devenu plus tard l'écrivain bien connu. Elle le soutient financièrement dans les deux premières années de leur mariage par une série de petits boulots, puis retourne à l'université de Kyoto en 1956 afin d'obtenir un diplôme de maîtrise en littérature française pour une thèse sur François Mauriac (1958).
De 1958 à 1965, Takahashi et son époux demeurent à Osaka, où elle commence un premier roman en 1961 (« Paysage en ruine »). Son mari est lauréat d'un prix littéraire majeur en 1962, ce qui lui permet de se faire un nom et lui assure des fonds suffisants pour que Takahashi puisse quitter son emploi, travailler sur son roman et publier une traduction du Thérèse Desqueyroux de Mauriac. En 1965, ils s'installent à Kamakura, préfecture de Kanagawa, lorsque son mari obtient un poste d'enseignant à université Meiji. En 1967, quand il devient professeur à l'Université de Kyoto, elle reste à Kamakura. Quand son mari tombe malade en 1969, il retourne à Kamakura où elle prend soin de lui.
Après la mort prématurée de son mari en 1971, Takahashi commence à écrire des histoires et des romans, ainsi qu'un mémoire sur son mari et des traductions de la littérature française. Dans les années 1970, elle est prolifique et connaît le succès en tant qu'auteur, publie quatre romans et huit recueils de nouvelles. En 1980, Takahashi s'installe en France, où, en 1985, elle se fait nonne. Après son retour au Japon, elle entre dans un couvent carmélite mais le quitte après un an et retourne à Kyoto pour prendre soin de sa mère. Elle poursuit depuis son abondante production.
Takahashi remporte le prix Yomiuri en 1985 pour Ikari no ko (« Enfant de la colère »).

## Sélection d'ouvrages
- 1971 Kanata no mizuoto (彼方の水音)
- 1972 Hone no shiro (骨の城)
- 1973 Sora no hate made (空の果てまで)
- 1973 Kyōsei kūkan (共生空間)
- 1974 Ushinawareta e (失われた絵)
- 1975 Hanayagu hi (華やぐ日)
- 1975 Tamashii no inu (魂の犬)
- 1976 Yūwakusha (誘惑者)
- 1977 Takahashi Kazumi no omoidasu (高橋和巳の思い出)
- 1977 Lonely Woman (ロンリー・ウーマン, Ronrī Ūman)
- 1978 Shiroi hikari (白い光)
- 1978 Ningenai (人形愛)
- 1979 Taidan sei toshite no onna Minako Ōba (対談・性としての女 大庭みな子)
- 1980 Odoroida hana (驚いた花)
- 1981 Ayashimi (怪しみ)
- 1982 Yōsoise yo, waga tamashii yo (装いせよ、わが魂よ)
- 1989 Mizu soshite honō (水そして炎)
- 1993 Hajimari e (始まりへ)
- 1999 Watashi no tōtta michi (私の通った路)
- 2003 Kirei na hito (きれいな人)
- 2005 Takahashi Takako no nikki (高橋たか子の「日記」, « Journal de Takahashi Takako »)
- 2006 Doko ka kanjiru ie - jisen essai-shū (どこか或る家 自選エッセイ集)
- 2008 Lisa to iu mei no tsuma (ライサという名の妻, « Une femme appelée Lisa »)

## Traductions
- 1966 Girishia bijutsu no tanjō (ギリシア美術の誕生), en collaboration avec Kazunosuke Murata (村田 数之亮)
  - Original: Naissance de l’art grec de Pierre Demargne
- 1971 Dairiseki (大理石) en collaboration avec Tatsuhiko Shibusawa
  - Original: Marbre de André Pieyre de Mandiargues
- 1979 Varouna (ヴァルーナ, Valūna) en collaboration avec Shō Suzuki
  - Original: Varouna de Julien Green
- 1980 Venus-shi (ヴィーナス氏, Vīnasu-shi)
  - Original: Monsieur Vénus de Rachilde

## Prix et distinctions
- 1973 Prix Toshiko Tamura pour Sora no hate made (空の果てまで)
- 1976 Prix Kyōka Izumi pour Yūwakusha (誘惑者)
- 1977 Prix de littérature féminine pour Femme seule (ロンリー・ウーマン, Ronrī Ūman)
- 1985 Prix Yomiuri pour Ikari no ko (怒りの子)
- 1985 Prix Kawabata pour Kou (恋う)
- 2003 Prix Mainichi de la culture pour Kirei na hito (きれいな人)

## Source de la traduction
- (de)/(en) Cet article est partiellement ou en totalité issu des articles intitulés en allemand « Takako Takahashi » (voir la liste des auteurs) et en anglais « Takako Takahashi » (voir la liste des auteurs).